# Presa Mahardah
La presa de Mahardah, también llamada presa de Mhardeh, es una presa de contención en el río Orontes, en la ciudad de Mahardah, Gobernación de Hama (Siria). Se terminó de construir en 1960 con el objetivo principal de servir para la irrigación. Fue construida por la empresa búlgara Hydrostroy junto con la presa de Al-Rastan, aguas arriba y también en el Orontes.